# Henny Schouten
Henny Schouten (* 9. Februar 1938 in Halfweg) ist ein ehemaliger niederländischer Radrennfahrer.

## Sportliche Laufbahn
Schouten war im Straßenradsport aktiv und Mitglied der niederländischen Nationalmannschaft. 1964 siegte er in der Ronde van het Ijsselmeer. In der Ronde van Haarlem wurde er Zweiter. 1965 bestritt er mit der Nationalmannschaft die Internationale Friedensfahrt. Er beendete das Etappenrennen auf dem 55. Platz. In der Tour de l’Avenir 1965 kam er auf den 83. Rang.